# Huỳnh Liên (thầy bói)
Huỳnh Liên (k. 1914–1982), thường được gọi là Chiêm tinh gia Huỳnh Liên, bút hiệu Huỳnh Liên Tử, là một thầy tướng số, phong thủy nổi tiếng người Việt Nam. Là một "quân sư" của Nguyễn Văn Thiệu và được xem là một cao nhân trong ngành bói toán, Huỳnh Liên được nhiều người đương thời mệnh danh là "Quỷ Cốc tiên sinh".

## Sự nghiệp
Huỳnh Liên sinh khoảng năm 1913/1914 tại Quảng Ngãi. Không rõ ngày sinh chính xác của ông là bao nhiêu. Tại buổi ghi hình chương trình Bói quẻ đầu năm diễn ra ngày 11 tháng 2 năm 1972, ông nói mình 58 tuổi. Dựa vào dữ kiện này, có thể đoán rằng ông sinh trong khoảng thời gian 1913–1914 (hoặc 1915 nếu tính tuổi mụ). Vốn là người luôn giữ kín thông tin về bản thân nên không ai rõ ông có xuất thân thế nào. Sau khi nổi tiếng, giới báo chí Sài Gòn bắt đầu điều tra và đưa ra một số giả thuyết về Huỳnh Liên. Có báo cho rằng Huỳnh Liên vốn là một nhân viên tầm thường ở Ty Thông tin Huế, một lần vô tình nhặt được một thi thể thai nhi sinh thiếu tháng trong một đống rác. Kể từ đó, ông thường nghe giọng nói trong đầu nhắc về những sự kiện sắp xảy ra nên sau đó ông "nói đâu trúng đó". Một giả thuyết khác cho rằng ông là một tu sĩ người gốc Đà Nẵng, tu tiên ở Cổ Sơn Môn, có pháp danh là Thích Lục Chân. Về sau xuống núi sử dụng thuật tiên tri để kiếm thu nhập.
Tuyên bố bắt đầu hành nghề bốc quẻ từ những năm 1930, Huỳnh Liên vào Sài Gòn làm thầy xem tử vi ở chợ Bến Thành những năm đầu thập niên 1960. Do có biệt tài xủ quẻ ngày xuất hành, buôn may bán đắt nên ông nhanh chóng thu hút được sự chú ý và tín nhiệm từ giới tiểu thương. Theo lời kể của một số người, dưới tác động của vợ là bà Nguyễn Thị Mai Anh, Nguyễn Văn Thiệu – khi đó còn đeo lon đại tá – đã mời Huỳnh Liên về nhà xem vận mệnh. Huỳnh Liên phán rằng: " Ông đây cầm tinh Giáp Tý, năm Quý Mão (1963) tất gặp chông gai. Ông phải đích thân đứng ra đẩy bật tảng đá chắn đường mình đi, nếu không thì mạng vận của ông sẽ bị tảng đá này đè nát". Ông Thiệu tin lời nên quyết định tham gia phe đảo chính lật đổ Ngô Đình Diệm, Ngô Đình Nhu. Tuy nhiên, cũng có ý kiến cho rằng, Đại tá kiêm thầy bói Đỗ Mậu mới là người thuê thầy Huỳnh Liên đến xủ quẻ để ông Thiệu đồng ý tham gia đảo chính.
Trước thềm bầu cử tổng thống năm 1967, Nguyễn Văn Thiệu chi tiền cho Huỳnh Liên thuê một góc báo để quảng cáo lá số tử vi "tam trùng quý số", "chân mệnh đế vương" của mình nhằm phục vụ cho hoạt động vận động tranh cử. Tháng 10 năm đó, ông Thiệu đắc cử Tổng thống. Thầy Huỳnh Liên – với việc tiên tri đúng về người đắc cử – được giới báo chí ca ngợi và được nhiều người tôn làm thánh sống, là "Quỷ Cốc tái thế". Sau khi tạo được danh tiếng, rất nhiều người, trong đó có nhiều chính khách, đến nhà nhờ thầy Huỳnh Liên bấm độn, xem tướng số, tài vận. Nhờ làm ăn phát đạt, ông tậu một ngôi nhà lớn trên đường Phan Thanh Giản (nay là đường Điện Biên Phủ, Quận 1).
Năm 1972, dưới sự chỉ thị của Tổng thống Thiệu, Đại tá Trần Văn Lâm, Tổng giám đốc Việt Tấn xã – Hãng thông tấn của Việt Nam Cộng hòa – mời Huỳnh Liên cùng hai thầy bói khác là Minh Nguyệt và Maitre Khánh Sơn lên đài truyền hình nói trước dân chúng về vận mệnh quốc gia.

## Qua đời
Sau sự kiện 30 tháng 4, nghề thầy bói bị dẹp bỏ, Huỳnh Liên cam kết với chính quyền mới sẽ không hành nghề bói toán nữa. Tháng 10 năm 1982, ông cùng vợ chuyển về Lái Thiêu, Bình Dương sinh sống. Cuối năm đó, ông bị hai người đóng giả làm thợ điện sát hại khi đến nhà sửa đường dây điện thoại. Thọ 68 hoặc 69 tuổi.
Ngày nay, nhiều cuốn sách về bói toán tướng số, xem tử vi, tuổi hợp hôn của Huỳnh Liên vẫn được bày bán tràn lan trên các sạp báo, quầy sách vỉa hè. Tuy đã qua đời hàng chục năm nhưng vẫn có người mạo danh là thầy Huỳnh Liên tái sinh hành nghề bói toán. Tự nhận mình chính là người từng xem quẻ cho "Tổng thống Thiệu, Quốc vương Lào và Hoàng gia Campuchia" và biết hết tiền vận, hậu vận, điềm may, vận hạn…, thầy Huỳnh Liên giả này đã thu hút nhiều thâ‌n chủ gần xa tới xem bói.